# Wspólnota Kościoła Chrześcijan Baptystów w Ząbkowicach Śląskich
Wspólnota Kościoła Chrześcijan Baptystów w Ząbkowicach Śląskich – nieistniejąca placówka Kościoła Chrześcijan Baptystów w Ząbkowicach Śląskich. Wchodziła w struktury I Zboru Kościoła Chrześcijan Baptystów we Wrocławiu. Jej siedziba mieściła się przy ulicy Piastowskiej 8.
Nabożeństwa odbywały się w każdą niedzielę o godzinie 10:30.